# Мирный (Зональный район)
Мирный — посёлок в Зональном районе Алтайского края России. Административный центр Чемровского сельсовета. Основан в 1928 году.

## География
Посёлок находится в восточной части Алтайского края, в пределах Бийско-Чумышской возвышенности, преимущественно на правом берегу реки Чемровка, на расстоянии примерно 11 километров (по прямой) к юго-востоку от села Зональное, административного центра района. Абсолютная высота — 194 метра над уровнем моря.

Климат умеренный, континентальный. Средняя температура января составляет −18,2 °C, июля — +18,9 °C. Годовое количество атмосферных осадков — 518 мм.

## Население
| 1997  | 1998  | 1999  | 2000  | 2001  | 2002  | 2003  |
| ----- | ----- | ----- | ----- | ----- | ----- | ----- |
| 1377  | ↗1381 | ↘1371 | ↗1378 | ↘1361 | ↗1376 | ↗1402 |
| 2004  | 2005  | 2006  | 2007  | 2008  | 2009  | 2010  |
| ↘1383 | ↘1370 | ↘1363 | ↗1376 | ↘1363 | ↗1386 | ↗1427 |
| 2011  | 2012  | 2013  |       |       |       |       |
| ↗1428 | ↗1466 | ↗1487 |       |       |       |       |

Согласно результатам переписи 2002 года, в национальной структуре населения русские составляли 92 %.

## Инфраструктура
В посёлке функционируют средняя общеобразовательная школа, детская школа искусств, детский сад, фельдшерско-акушерский пункт (филиал КГБУЗ «Зональная центральная районная больница»), дом культуры, библиотека и отделение Почты России.

## Улицы
Уличная сеть посёлка состоит из 25 улиц.